# Rhodesiella guangdongensis
Rhodesiella guangdongensis är en tvåvingeart som beskrevs av Xu och Yang 2005. Rhodesiella guangdongensis ingår i släktet Rhodesiella och familjen fritflugor. Inga underarter finns listade i Catalogue of Life.